# 洪水橋站 (屯馬綫)

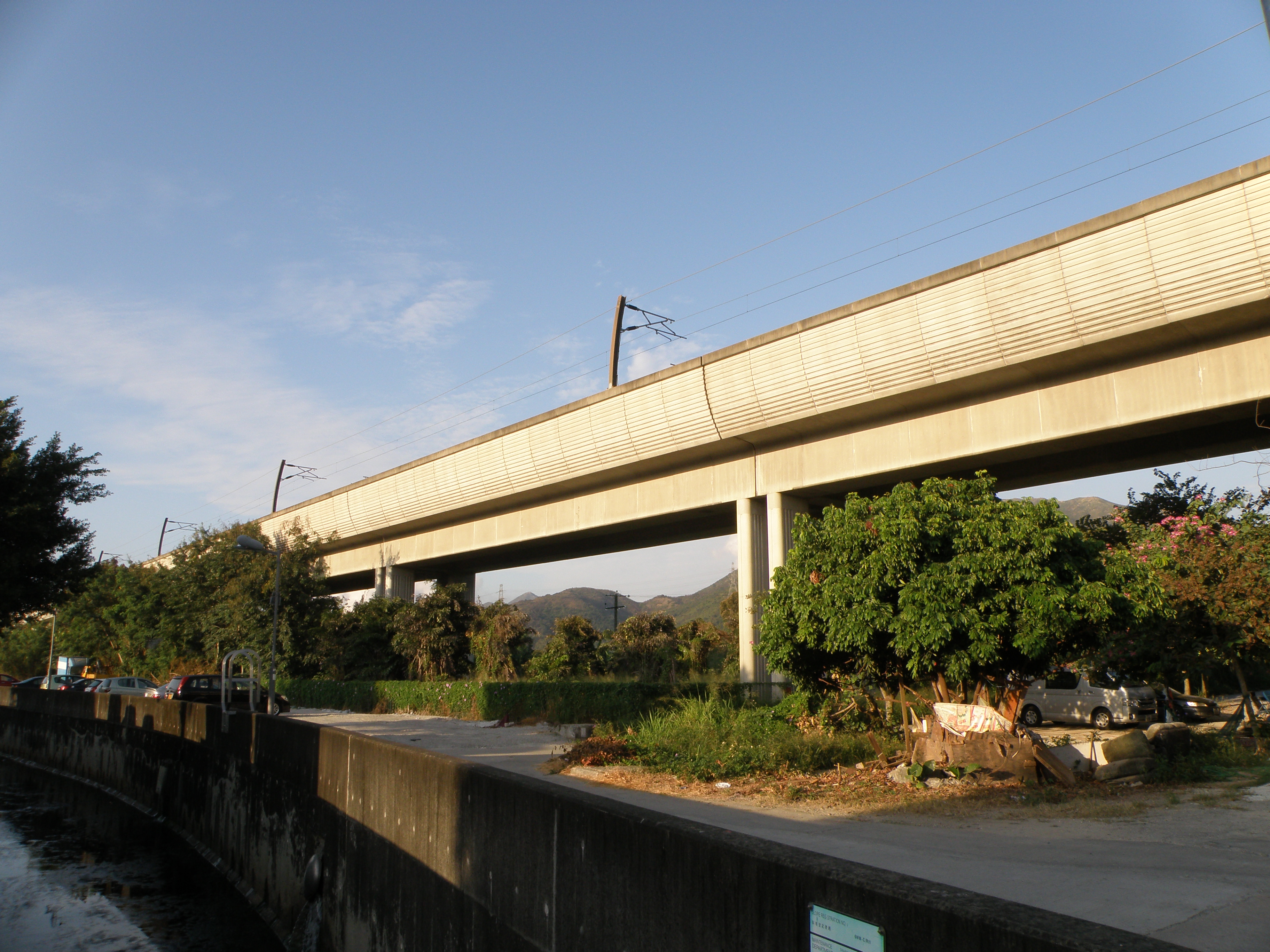
洪水橋站建議位置（2015年11月）

洪水橋站（英語：Hung Shui Kiu Station）是港鐵屯馬綫的未來車站，位於天水圍站與兆康站之間，主要服務未來的洪水橋新發展區。
在興建九廣西鐵（後稱西鐵綫）時，九廣鐵路公司已於亦園路以北預留位置興建車站（目前該處只設有緊急升降機及樓梯），與車站東南方的輕鐵鍾屋村站相距約500米， 但不會連接輕鐵洪水橋站。

## 歷史

### 前期規劃
規劃署和土木工程拓展署於2011年展開「洪水橋新發展區規劃及工程研究」，重新規劃西鐵線沿線的洪水橋新發展區。2013年，洪水橋站於政府「我們未來的鐵路」第二階段公眾諮詢重新提出，評估增設洪水橋站的可行性，以研究是否可以作為現有鐵路線的優化方案。
2014年9月17日，運輸及房屋局公佈《鐵路發展策略2014》，洪水橋站獲落實興建，以配合洪水橋新發展區的發展，初步預計將於2021年動工，2024年通車。
「我們未來的鐵路」第一階段亦曾建議興建港深西部快速軌道（又稱港深機場鐵路），其中的跨境支線將會於洪水橋設置車站，連接深圳前海及洪水橋，本地車站並會與屯馬綫擬建的洪水橋站連接。但因為造價成本過高的關係，政府決定取消興建這條跨境鐵路。

### 獲准籌建
2021年5月27日，行政長官會同行政會議批准港鐵就增建洪水橋站，進行詳細設計及研究。按照政府向立法會提供的資料，此車站造價為41億港元，並將延至2024年動工，2030年啟用。有別於屯馬綫主體由九鐵公司持有，洪水橋站的產權將隸屬港鐵，並預留條件以「鐵路加上蓋開發」方式融資。
2021年10月18日，港鐵公司向澳昱冠科進聯營批出此站的工程監理合約。

### 批准興建
2024年3月26日，行政長官會同行政會議批准興建該站，預計同年內動工，2030年啟用。

### 核准興建的財務安排
2024年9月19日，行政長官會同行政會議核准洪水橋站項目的財務安排。

向港鐵公司批出洪水橋/厦村新發展區第28A及28B規劃區約8.2公頃用地作住宅及商業用途的物業發展權

### 正式動工
2025年3月，港鐵批出洪水橋站工程合約，車站由金門建築承建。

## 外部連結
- 關於洪水橋站 - 港鐵洪水橋站官方網頁
- 香港鐵路大典上的相关条目：洪水橋站 (屯馬綫)